# 10 хилядолетие пр.н.е.
| 30 | 29 | 28 | 27 | 26 | 25 | 24 | 23 | 22 | 21 | 20 | 19 | 18 | 17 | 16 | 15 | 14 | 13 | 12 | 11 | 10 | 9 | 8 | 7 | 6 | 5 | 4 | 3 | 2 | 1 | пр.н.е. << >> сл.н.е. | 1 (1–1000) | 2 (1001–2000) |

Десетото хилядолетие пр.н.е. (X) обхваща периода от началото на 10000 г. пр.н.е. до края на 9001 г. пр.н.е.

## Епоха
- Ок. 9640 пр.н.е. – край на ледниковия период Плейстоцена и началото на топлия период Холоцен
- Ок. 9600 пр.н.е. – началото на Среднокаменната епоха в Средна Европа.

## Събития
- Построен е Гьобекли тепе, преди 11500 години. Светилището и градът са просъществували 2000 години и са изоставени преди 9500 пр.н.е. Намира се в югоизточна Анадола, до съвременната граница на Турция със Сирия.
- В Северна Америка се появява културата Кловис. Тя съществува ок. 9500 до 9000 пр.н.е.
- Между 9800 и 8280 пр.н.е. се населява южния ъгъл на Америка (Огнена земя).

## Изобретения, открития
- Ок. 10 000 пр.н.е. – доказателства за отваряне на черепи по изкуствен начин (Trepanation) в днешно Мароко.